# Bruno Aguiar
Bruno Aguiar, född 24 februari 1981 i Lissabon, är en portugisisk före detta fotbollsspelare.
Efter spel i hemlandet flyttade han till FBK Kaunas i litauiska ligan, innan Aguiar hann debutera för klubben lånades han ut till skotska Hearts.
Därefter spelade ha ytterligare två säsonger i Portugal innan han år 2016 avslutade sin spelarkarriär.